# Dekalog, Zwei
Dekalog, Zwei ist ein polnischer Fernsehfilm aus dem Jahr 1988. Als der zweite Teil der Dekalog-Reihe des Regisseurs Krzysztof Kieślowski behandelt der Film das zweite Gebot Du sollst den Namen des Herrn, deines Gottes, nicht missbrauchen.

## Inhalt
Ein 65-jähriger Oberarzt arbeitet im städtischen Krankenhaus und lebt allein in seiner Wohnung. Diese häusliche Atmosphäre teilt er lediglich mit seiner Haushälterin Basia, wobei sich die Gespräche dieser beiden Menschen nicht nur auf die pragmatischen Absprachen hinsichtlich der Haushaltsführung beziehen. Denn es gibt jene stillen Momente beim Kaffee, in denen der Arzt davon erzählt, wie er im Krieg seine beiden Kinder und seine Frau verlor.
Im selben Mietsblock wohnt die etwa 30-jährige Dorota. Ihr Mann Andrzej leidet an Krebs und liegt auf der Station des Chefarztes. Sie sucht den Mediziner auf und möchte von ihm wissen, ob Andrzej leben oder sterben wird. Dorota erwartet von einem anderen Mann ein Kind, liebt jedoch auch Andrzej. Sie wird sich nur dann für das ersehnte Kind entscheiden, wenn ihr Mann sterben sollte. Daher verlangt sie von dem Arzt ein definitives Urteil über Andrzejs Leben, das er ihr allerdings aus medizinischen und aus ethischen Motiven verweigert.
Kurz darauf erhält der Arzt ein neues Untersuchungsergebnis von Andrzej, dem zufolge seine Chancen auf Genesung schwinden. Als Dorota bei einem neuerlichen Treffen den Arzt über die geplante Abtreibung informiert und ihn parallel beschuldigt, durch seine Ablehnung einer Prognose verantwortlich für ihre Entscheidung gegen das Kind zu sein, hält er sie nun von dem Eingriff ab. Er schwört, dass Andrzej keine Chance auf ein Überleben hat und sterben wird.
Die letzte Szene der Handlung zeigt Andrzej noch schwach, aber genesend im Zimmer des Arztes. Er bedankt sich bei ihm für die Behandlung und beschreibt ihm, wie die Erfahrung, zwischen Leben und Tod zu existieren, seine Sicht der Dinge verändert hat. Letztendlich erzählt er glücklich, dass seine Frau schwanger ist. Anschließend fragt er den Arzt: „Wissen sie, was es bedeutet ein Kind zu haben?“. Darauf antwortet der Arzt: „Ja, ich weiß.“

## Kritik
„Die Geschichte um eine problematische moralische Entscheidung wirkt konstruiert und metaphorisch überhöht; dank der Intensität der Darsteller erscheint der Konflikt glaubwürdig und berührt zutiefst.“